# مجلس

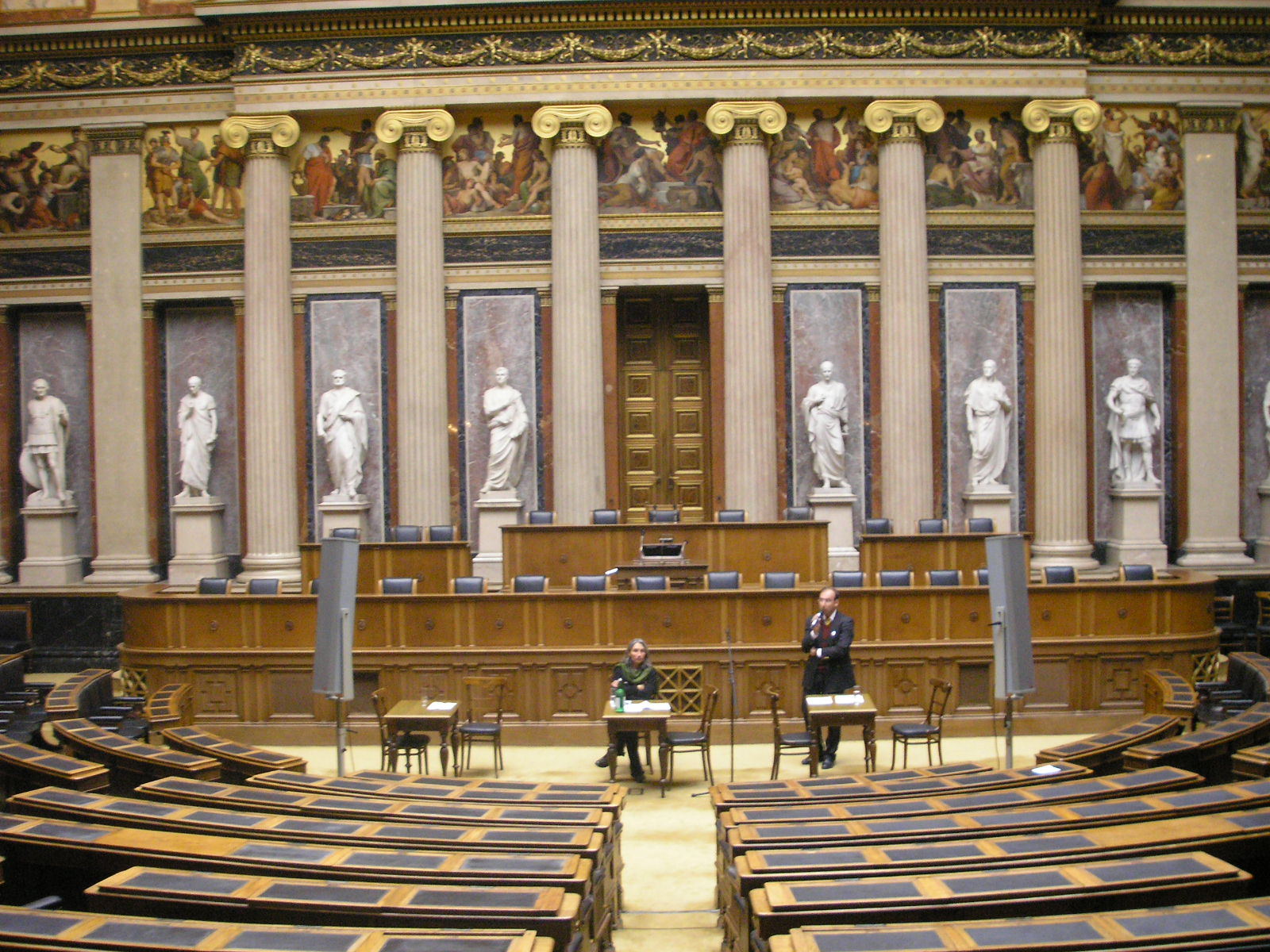
مجلس اتریش

مجلس یا    قوای مقننه هر یک از کشورهای دارای حکومت انتخابی است. واژهٔ برابرِ متداول مجلس پارلمان (به فرانسوی: Parlement) است که به ویژه به قوه مقننه بریتانیا و کشورهای پیرو سیستم حکومتی وست مینیستر گفته می‌شود. البته واژه پارلمان امروزه ممکن است در اشاره به قوای مقننه هر یک از کشورهای دارای حکومت انتخابی استفاده شود.

## واژه‌شناسی
مجلس لفظی عربی به معنای محل نشستن و محل اجتماع و انجمن گروهی از مردم برای مشاوره و مذاکره است. مجلس واژه‌ای فارسی از ریشه عربی است که از فعل جلس به معنای نشستن آمده‌است و در مفهوم انواع جلسات یا نشست‌های خصوصی و عمومی، استفاده می‌شود.
پارلمان از واژهٔ فرانسوی parlement به معنای صحبت کردن گرفته شده‌است. نخستین کاربرد این واژه به سال ۱۲۳۶ برمی‌گردد که پادشاه انگلستان جلسه‌ای با حضور جمعی از اشراف و بزرگان کشور را با نام پارلمان تشکیل داد.
البته در زبان پارسی گاهی مجلس و پارلمان با دلالت ضمنی به معنی مجلس نمایندگان (بخش نخست و اصلی نظام‌های دومجلسی) به کار می‌رود.

## نظام‌ها

نقشهٔ نهادهای قانون‌گذار جهان بر پایهٔ نظام مجلس

پارلمان‌ها معمولاً از یک یا دو بخش تشکیل می‌شوند که به تک‌مجلسی یا دومجلسی معروف هستند.
البته در برخی کشورها مانند قطر و عربستان یک مجلس مشورتی هست که با مجلس قانون‌گذاری فرق دارد و صرفاً نقش‌های مشورتی با شاه را دارد.

### تک‌مجلسی
نظام تک‌مجلسی به‌طور کلی شامل یک مجلس نمایندگان است که نمایندگان مردم در آن حضور دارند و قانون را تصویب می‌کنند.

### دومجلسی
در بیشتر کشورها نظام دومجلسی حاکم است که شامل مجلس نمایندگان یا مجلس سفلا و مجلس دوم مجلس سنا یا مجلس علیا است. مجلس نمایندگان بخش اصلی است که مانند نظام تک‌مجلسی می‌باشد ولی مجلس دوم وظیفه‌هایی دیگر دارد و گاه مکمل مجلس نمایندگان است. مثلاً مجلس مشورتی مصر نقش رایزنی و کمک به مجلس مصر را دارد.
خیلی از کشورها برای هریک از مجلس‌هایشان نام دارند. مثلاً در ایران پیش از انقلاب نام مجلس شورای ملی و مجلس سنا، در بریتانیا مجلس عوام و مجلس اعیان، در افغانستان ولسی‌جرگه و مشرانو جرگه به ترتیب به مجلس نمایندگان و مجلس دوم می‌گفته‌اند.

## نظام مجلسی
نظام مجلسی (نظام پارلمانی) نوعی از حکومت است که در آن قوه مجریه از قوه مقننه برمی‌خیزد و در برابر آن پاسخگوست.
قوای مقننه‌ای که پارلمان خوانده می‌شوند در یک نظام پارلمانی که قوه مجریهٔ آن بر اساس قانون به پارلمان پاسخگو است فعالیت می‌کنند. پارلمان این کشورها معمولاً از یک یا دو بخش تشکیل می‌شوند (مانند مجلس عوام و مجلس خواص) و تک مجلسی یا دومجلسی خوانده می‌شوند، گرچه مدل‌های پیچیده‌تری هم موجود هستند.
نخست‌وزیر یک کشور معمولاً همیشه رهبر حزب اکثریت در مجلس سفلی در پارلمان است ولی مسئولیت را تا زمانی در اختیار دارد که رای اعتماد مجلس پابرجا بماند. اگر اعضای مجلس سفلی اعتماد خود به رهبر را به هر علتی از دست بدهند، فراخوانی برای رای عدم اعتماد می‌دهند و نخست‌وزیر را مجبور به استعفا می‌کنند.

## فهرست مجلس‌ها
مقاله اصلی:فهرست مجالس قانونگذاری بر اساس کشور

### آسیا
- ایران: مجلس شورای اسلامی
- افغانستان: شورای ملی
- پارلمان اسرائیل - کنست
- پارلمان هند شامل لوک سابا و راجیا سابا
- جمهوری آذربایجان: مجلس ملی
- مجلس چرکسیان: مجلس قبایل آدیغی در سواحل دریای سیاه
- اندونزی: مجلس پرموساواراتان راکیات به معنی مجلس شورای خلق
- قزاقستان: مجلس
- کویت: مجلس ملت
- مالدیو: مجلس مالدیو
- عمان: مجلس شورای عمان
- عربستان سعودی: مجلس عربستان سعودی
- ترکمنستان: خلق مجلیسی (مجلس خلق)
- ازبکستان: مجلس علیا
- فلسطین: مجلس ملی فلسطین و مجلس قانون‌گذاری فلسطین
- لبنان: مجلس نمایندگان لبنان
- ترکیه: مجلس ملی کبیر ترکیه
- قطر: مجلس شورا

### اتحادیه اروپا
- پارلمان اروپا
- پارلمان آلمان - بوندستاگ
- پارلمان بریتانیا
- پارلمان فرانسه

### استرالیا و اقیانوسیه
- پارلمان استرالیا
- دولت فدرال (همسود) استرالیا دارای یک پارلمان دومجلسی است، و هر یک از شش استان استرالیا جز کویینزلند که پارلمانی یک مجلسی دارد، دارای یک پارلمان دومجلسی است.